# Glaucis
Glaucis F.Boie, 1831 è un genere di uccelli della famiglia Trochilidae.

## Tassonomia
Comprende le seguenti specie:
- Glaucis dohrnii (Bourcier & Mulsant, 1852) – eremita becco a uncino
- Glaucis hirsutus (Gmelin, 1788) – eremita barbuto nero
- Glaucis aeneus Lawrence, 1868 – eremita bronzato